# Meratusbrillenvogel
Der Meratusbrillenvogel (Zosterops meratusensis) ist eine Vogelart aus der Familie der Brillenvögel (Zosteropidae). Er ist im Meratus-Gebirge im Südosten Borneos endemisch, worauf sich auch das Artepitheton meratusensis bezieht. Die Art wurde 1996 entdeckt und 2021 wissenschaftlich beschrieben.

## Merkmale
Die Körperlängen von drei untersuchten Exemplaren betragen 11 bis 12 cm. Die Flügellängen messen 48,7 bis 50,8 mm, die Schwanzlängen 35 mm und die Schnabellängen 12,5 bis 13,7 mm. Das Gewicht beträgt 12,5 bis 13,7 g. Es liegt kein Sexualdimorphismus vor. Beim Holotypus ist der Augenring weiß und vorne von einer dünnen schwarzen Zügellinie unterbrochen, die auch unterhalb des Augenrings verläuft. Eaton et al. nehmen an, dass der Augenring unterhalb des Auges am breitesten ist. Oberhalb der Zügellinie befindet sich ein dünner, olivgelber Streifen. Kopf, Nacken, Schulterfedern, Mantel und Rücken sind gelblich-olivgrün, mit undeutlicher schwärzlicher Strichelung auf dem Scheitel. Die Färbung der Oberschwanzdecken liegt zwischen gelblich olivgrün und zitronengelb und ist heller als ein großer Teil der übrigen Oberseite. Die Schwungfedern sind dunkelbraun, wobei die Ränder der äußeren Handschwingenfedern zu den inneren Armschwingenfedern von gelb zu grünlicholiv übergehen. Der Schwanz ist ebenfalls dunkelbraun und weist hellere Fransen auf. Die Kehle ist gelb mit einem leicht stricheligen Aussehen und wird auf der Brust etwas olivgelber. Der Bauch ist ebenfalls gelb mit orange-gelber Tönung. Die Färbung der Flanken und Schenkel liegt zwischen gelblich-olivgrün und olivgelb. Die Unterschwanzdecken sind schwefelgelb mit einer orange-gelben Tönung, besonders am Ende. Der Ornithologe Geoffrey Davison, der diese Art entdeckt hatte, erwähnte, dass der Grad der Gelbfärbung der Unterschwanzdecken individuell variiert. Beim Holotypus ist der Schnabel rosa hornfarben, mit einem dunkleren grauhornigen oberen Kamm zum Oberkiefer und der Spitze zum Unterkiefer. Im Feld haben Beobachter die auffällige Färbung des Schnabels kommentiert, mit einem rosa-orangefarbenen Unterkiefer, der an der Spitze in Grau übergeht, mit einem dunkleren grauen Oberkiefer, wenn auch mit einigen helleren Tönen an der Schnabelbasis. Eaton und seine Kollegen vermuten, dass die Schnäbel von Jungvögeln stumpfer grau sind. Die Iris ist dunkelbraun. Die Fußwurzeln und Zehen sind grau, hornfarben oder stahlgrau, heller an den Zehenballen.

## Stimme
James A. Eaton und seine Kollegen beschrieben den Gesang in der Morgendämmerung als eine trällernde Folge von hohen, kurzen Tönen, die mit einem schnelleren, tieferen Wirrwarr endet und ein bis drei Sekunden dauert. Die Sonagramm-Visualisierung von 27 Gesangsphrasen des Meratusbrillenvogels und der Unterart Zosterops chloris intermedius des Molukkenbrillenvogels ergab deutliche Unterschiede, insbesondere die kürzere Dauer der Phrasen und die höhere durchschnittliche Frequenz beim Meratusbrillenvogel. Im Rahmen ihrer taxonomischen Untersuchung führten Irham et al. eine nicht-metrische dimensionale Skalierungsanalyse auf der Grundlage zeitlich verzögerter Grundfrequenzkonturen durch, die zeigte, dass die Gesangsphrasen von Zosterops meratusensis und Zosterops chloris intermedius statistisch getrennte Muster bilden. Der Ruf umfasst ein hohes, summendes Zischen. Diese Art singt meist bei Tagesanbruch am frühen Morgen.

## Verbreitungsgebiet
Der Meratusbrillenvogel auf die Meratus-Berge in Südkalimantan beschränkt, wo er nach derzeitigem Kenntnisstand offenbar nur in Höhen über 1.300 m vorkommt. Die höchste Erhebung innerhalb des Gebirges ist der Gunung Besar, der 1.901 m aufragt. Der Höhenbereich dieser Brillenvogelart ist derzeit unbekannt, obwohl das Taxon in Höhen von 1.600 bis 1.650 m beobachtet wurde. Bisher wurde die Art nur auf dem Gunung Besar und dem Gunung Karokangen beobachtet; auf dem erstgenannten dieser beiden Gipfel kommt intakter Wald bis auf ca. 1.000 m Höhe vor, aber der Meratusbrillenvogel wurde in diesen Höhenlagen nicht sicher nachgewiesen.

## Lebensraum
Der Meratusbrillenvogel bewohnt die Unter- und Mittelschicht geschlossener Bergwälder oberhalb von 1.300 m, aber es gibt keine detaillierten Beschreibungen des Lebensraums der Art.

## Nahrungsverhalten
Über seine Ernährungsgewohnheiten ist gut wie nichts bekannt. Der Mageninhalt der fünf Exemplare, die für die Typusbeschreibung gesammelt wurden, wurde nicht beschrieben. Davison, der annahm, den Schwarzstirn-Brillenvogel (Zosterops atricapilla) zu beobachten, berichtete, dass die Art in den unteren und mittleren Baumstockwerken auf Nahrungssuche geht, wobei sie zwischen Moos, das von Zweigen und Blattstielen herabhängt, sondiert und kopfüber hängt, um von unten zu sondieren. Eaton et al. fügten hinzu, dass der Meratusbrillenvogel in Einzelschwärmen mit bis zu 40 Individuen vorkommt, aber sie beobachteten diese Art auch in gemischten Schwärmen von insektenfressenden Vögeln.

## Fortpflanzungsverhalten
Über die Brutbiologie des Meratusbrillenvogels ist nichts bekannt. Individuen, von denen angenommen wird, dass sie zu dieser Art gehören, wurden in der zweiten Juliwoche 2016 beobachtet.

## Status
Der Meratusbrillenvogel wurde 2022 von der IUCN Red List in die Kategorie nicht gefährdet (least concern). Die Meratus-Berge im Südosten Borneos, auf die diese Brillenvogelart offensichtlich beschränkt ist, umfassen ein kleines Massiv (ca. 2 468 km²), das von niedrig gelegenen, stark gestörten Wäldern und umgewandeltem Land umgeben ist. Der Meratusbrillenvogel gilt im Allgemeinen als häufig in ihrem potenziell sehr engen Höhen- und sicherlich kleinen geografischen Verbreitungsgebiet, obwohl formelle Erhebungen und selbst grobe Schätzungen der Häufigkeit fehlen. Der Lebensraum der Art in den Bergwäldern ist mäßigen Störungen durch Holzfäller ausgesetzt.
Die Jagd mit Schrotflinten und der Handel mit Käfigvögeln stellt für viele Kleinvögel im Meratus-Gebiet eine Bedrohung dar. Die Wälder in tieferen Lagen (unterhalb von 900 m) in diesen Bergen wurden stark verändert und degradiert, wobei ein Großteil in Plantagen umgewandelt wurde (insbesondere für Zimt und Kautschuk). Es gibt jedoch keine Hinweise darauf, dass der Meratusbrillenvogel unterhalb von 1300 m vorkommt, sodass sein Lebensraum wahrscheinlich noch weitgehend intakt ist, wenngleich er einigen Störungen ausgesetzt ist.
Bisher ist die Art nach indonesischem Recht nicht geschützt, und es gibt nur ein einziges Schutzgebiet (das 30.000 ha große Pleihari Martapura Wildlife Reserve), das in ihrem geografischen Verbreitungsgebiet ausgewiesen ist. Dieses Reservat erreicht jedoch nicht den Höhenbereich des Meratusbrillenvogels. Die Meratus-Berge wurden jedoch von BirdLife International als wichtiges Vogelschutzgebiet eingestuft, was ihre Bedeutung für die biologische Vielfalt der Vögel im Allgemeinen unterstreicht.